# Bernhard Britz
Bernhard Rudolf Britz (27 de março de 1906 — 31 de maio de 1935) foi um ciclista sueco de ciclismo de estrada.
Foi medalhista de bronze nos Jogos Olímpicos de Los Angeles 1932, na prova de estrada individual e no contrarrelógio por equipes, junto com Arne Berg e Sven Höglund. Conquistou nove títulos nacionais, três individuais e seis por equipes. Também foi inovador e desenvolveu uma engrenagem de bicicleta, embora sem muito sucesso comercial.
Morreu após uma colisão com um caminhão em uma corrida de ciclismo em 1935.